# Uganda nos Jogos Olímpicos de Verão de 1960
Uganda competiu nos Jogos Olímpicos de Verão de 1960 em Roma, Itália.